# Campeonato Mineiro de Futebol de 2024 - Módulo I
O Campeonato Mineiro de Futebol de 2024 - Módulo I, ou Campeonato Mineiro Sicoob 2024 por motivos de patrocínio, foi a 110ª edição da principal divisão do futebol Mineiro. Organizado pela Federação Mineira de Futebol (FMF) foi disputado por 12 clubes entre 24 de janeiro e 7 de abril. A competição manteve o regulamento em relação ao ano anterior.

## Regulamento e formato

### Fase de grupos
O Módulo I foi disputado pelas dez equipes participantes do  Módulo I de 2022 não rebaixadas, além das duas equipes promovidas do  Módulo II de 2023. Essas 12 equipes disputarão o torneio divididos em três grupos de quatro times na primeira fase, bem como na edição anterior do torneio. Nessa fase, os times do mesmo grupo não se enfrentam, totalizando assim 8 rodadas. Passam pra fase final os líderes dos 3 grupos mais o melhor segundo colocado.
Foi disputada em formato eliminatório (conhecida como "mata-mata", com semifinais e final), com confrontos de ida e volta nas semifinais e na grande decisão. O time de melhor campanha na fase inicial terá vantagem de dois empates ou vitória e derrota pelo mesmo saldo de gols.

### Rebaixamento
O descenso será decidido em um triangular disputado pelos três times de pior campanha geral na fase inicial. Ou seja, não necessariamente o último de um grupo irá disputar o triangular, podendo este ter feito uma melhor campanha comparado com outras equipes de outros grupos. Os dois piores desta fase caem pro Módulo 2 do Mineiro de 2025.

## Equipes participantes

### Participantes
| Equipe                      | Cidade               | Em 2023 | Estádio          | Capacidade | Títulos (último) |
| --------------------------- | -------------------- | ------- | ---------------- | ---------- | ---------------- |
| América Futebol Clube       | Belo Horizonte       | 2º      | Independência    | 23.019     | 16 (2016)        |
| Clube Atlético Mineiro      | Belo Horizonte       | 1º      | Arena MRV        | 46.000     | 48 (2023)        |
| Athletic Club               | São João del-Rei     | 3º      | Joaquim Portugal | 6.000      | 0                |
| Cruzeiro Esporte Clube      | Belo Horizonte       | 4º      | Mineirão         | 61.846     | 38 (2019)        |
| Esporte Clube Democrata     | Governador Valadares | 8º      | Mamudão          | 8.675      | 0                |
| Ipatinga Futebol Clube      | Ipatinga             | 9º      | Ipatingão        | 22.500     | 1 (2005)         |
| Itabirito Futebol Clube     | Itabirito            | 1º (II) | Independência    | 23.019     | 0                |
| Clube Atlético Patrocinense | Patrocínio           | 10º     | Pedro Alves      | 10.250     | 0                |
| Pouso Alegre Futebol Clube  | Pouso Alegre         | 7º      | Manduzão         | 26.000     | 0                |
| Tombense Futebol Clube      | Tombos               | 5º      | Almeidão         | 6.555      | 0                |
| Uberlândia Esporte Clube    | Uberlândia           | 2º (II) | Parque do Sabiá  | 53.350     | 0                |
| Villa Nova Atlético Clube   | Nova Lima            | 6º      | Castor Cifuentes | 5.160      | 5 (1951)         |

## Estádios
| América Mineiro              | Athletic | Atlético Mineiro | Democrata GV              |
| ---------------------------- | --- | --- | ------------------------- |
| Arena Independência          | Joaquim Portugal | Arena MRV | Mamudão                   |
| Capacidade: 23 019           | Capacidade: 6 000 | Capacidade: 46 000 | Capacidade: 8 675         |
|                              | | |                           |
| Itabirito                    | Democrata GV Itabirito Belo Horizonte Tombense Athletic Patrocinense Ipatinga Pouso Alegre Uberlândia Equipes da Grande Belo Horizonte: América Atlético Cruzeiro Villa NovaLocalização dos times no estado. | Democrata GV Itabirito Belo Horizonte Tombense Athletic Patrocinense Ipatinga Pouso Alegre Uberlândia Equipes da Grande Belo Horizonte: América Atlético Cruzeiro Villa NovaLocalização dos times no estado. | Villa Nova                |
| Arena Independência          | Democrata GV Itabirito Belo Horizonte Tombense Athletic Patrocinense Ipatinga Pouso Alegre Uberlândia Equipes da Grande Belo Horizonte: América Atlético Cruzeiro Villa NovaLocalização dos times no estado. | Democrata GV Itabirito Belo Horizonte Tombense Athletic Patrocinense Ipatinga Pouso Alegre Uberlândia Equipes da Grande Belo Horizonte: América Atlético Cruzeiro Villa NovaLocalização dos times no estado. | Castor Cifuentes          |
| Capacidade: 23 019           | Democrata GV Itabirito Belo Horizonte Tombense Athletic Patrocinense Ipatinga Pouso Alegre Uberlândia Equipes da Grande Belo Horizonte: América Atlético Cruzeiro Villa NovaLocalização dos times no estado. | Democrata GV Itabirito Belo Horizonte Tombense Athletic Patrocinense Ipatinga Pouso Alegre Uberlândia Equipes da Grande Belo Horizonte: América Atlético Cruzeiro Villa NovaLocalização dos times no estado. | Capacidade: 5 670         |
|                              | Democrata GV Itabirito Belo Horizonte Tombense Athletic Patrocinense Ipatinga Pouso Alegre Uberlândia Equipes da Grande Belo Horizonte: América Atlético Cruzeiro Villa NovaLocalização dos times no estado. | Democrata GV Itabirito Belo Horizonte Tombense Athletic Patrocinense Ipatinga Pouso Alegre Uberlândia Equipes da Grande Belo Horizonte: América Atlético Cruzeiro Villa NovaLocalização dos times no estado. |                           |
| Cruzeiro                     | Democrata GV Itabirito Belo Horizonte Tombense Athletic Patrocinense Ipatinga Pouso Alegre Uberlândia Equipes da Grande Belo Horizonte: América Atlético Cruzeiro Villa NovaLocalização dos times no estado. | Democrata GV Itabirito Belo Horizonte Tombense Athletic Patrocinense Ipatinga Pouso Alegre Uberlândia Equipes da Grande Belo Horizonte: América Atlético Cruzeiro Villa NovaLocalização dos times no estado. | Patrocinense              |
| Mineirão                     | Democrata GV Itabirito Belo Horizonte Tombense Athletic Patrocinense Ipatinga Pouso Alegre Uberlândia Equipes da Grande Belo Horizonte: América Atlético Cruzeiro Villa NovaLocalização dos times no estado. | Democrata GV Itabirito Belo Horizonte Tombense Athletic Patrocinense Ipatinga Pouso Alegre Uberlândia Equipes da Grande Belo Horizonte: América Atlético Cruzeiro Villa NovaLocalização dos times no estado. | Pedro Alves do Nascimento |
| Capacidade: 61 846           | Democrata GV Itabirito Belo Horizonte Tombense Athletic Patrocinense Ipatinga Pouso Alegre Uberlândia Equipes da Grande Belo Horizonte: América Atlético Cruzeiro Villa NovaLocalização dos times no estado. | Democrata GV Itabirito Belo Horizonte Tombense Athletic Patrocinense Ipatinga Pouso Alegre Uberlândia Equipes da Grande Belo Horizonte: América Atlético Cruzeiro Villa NovaLocalização dos times no estado. | Capacidade: 10 250        |
|                              | Democrata GV Itabirito Belo Horizonte Tombense Athletic Patrocinense Ipatinga Pouso Alegre Uberlândia Equipes da Grande Belo Horizonte: América Atlético Cruzeiro Villa NovaLocalização dos times no estado. | Democrata GV Itabirito Belo Horizonte Tombense Athletic Patrocinense Ipatinga Pouso Alegre Uberlândia Equipes da Grande Belo Horizonte: América Atlético Cruzeiro Villa NovaLocalização dos times no estado. |                           |
| Tombense                     | Pouso Alegre | Ipatinga | Uberlândia                |
| Antônio Guimarães de Almeida | Manduzão | Ipatingão | Parque do Sabiá           |
| Capacidade: 6 555            | Capacidade: 26 000 | Capacidade: 22 500 | Capacidade: 53 350        |
|                              | | |                           |

## Primeira fase

### Grupo A
| Pos | Equipe    | Pts | J | V | E | D | GP | GC | SG  | Classificação ou descenso                 |
| --- | --------- | --- | - | - | - | - | -- | -- | --- | ----------------------------------------- |
| 1   | Cruzeiro  | 19  | 8 | 6 | 1 | 1 | 15 | 5  | +10 | Classificados para à Fase Final           |
| 2   | Tombense  | 15  | 8 | 4 | 3 | 1 | 15 | 7  | +8  | Classificados para à Fase Final           |
| 3   | Itabirito | 8   | 8 | 2 | 2 | 4 | 8  | 12 | −4  | Classificados para o Troféu Inconfidência |
| 4   | Ipatinga  | 7   | 8 | 2 | 1 | 5 | 9  | 17 | −8  | Triangular do Rebaixamento                |

### Grupo B
| Pos | Equipe           | Pts | J | V | E | D | GP | GC | SG | Classificação ou descenso                 |
| --- | ---------------- | --- | - | - | - | - | -- | -- | -- | ----------------------------------------- |
| 1   | Atlético Mineiro | 14  | 8 | 4 | 2 | 2 | 14 | 6  | +8 | Classificados para à Fase Final           |
| 2   | Pouso Alegre     | 9   | 8 | 3 | 0 | 5 | 6  | 15 | −9 | Classificados para o Troféu Inconfidência |
| 3   | Uberlândia       | 8   | 8 | 2 | 2 | 4 | 7  | 11 | −4 | Classificados para o Troféu Inconfidência |
| 4   | Villa Nova       | 8   | 8 | 2 | 2 | 4 | 9  | 14 | −5 |                                           |

### Grupo C
| Pos | Equipe          | Pts | J | V | E | D | GP | GC | SG  | Classificação ou descenso                 |
| --- | --------------- | --- | - | - | - | - | -- | -- | --- | ----------------------------------------- |
| 1   | América Mineiro | 18  | 8 | 5 | 3 | 0 | 18 | 2  | +16 | Classificados para à Fase Final           |
| 2   | Athletic        | 13  | 8 | 4 | 1 | 3 | 14 | 10 | +4  | Classificados para o Troféu Inconfidência |
| 3   | Patrocinense    | 8   | 8 | 2 | 2 | 4 | 7  | 14 | −7  | Triangular do Rebaixamento                |
| 4   | Democrata GV    | 7   | 8 | 2 | 1 | 5 | 7  | 16 | −9  | Triangular do Rebaixamento                |

### Confrontos
| Mandante \ Visitante | AME | ATH | CAM | CRU | DGV | IPA | ITA | PAT | POU | TOM | UEC | VIL |
| -------------------- | --- | --- | --- | --- | --- | --- | --- | --- | --- | --- | --- | --- |
| América Mineiro      | —   | –   | –   | –   | –   | –   | –   | –   | 6–0 | –   | 2–0 | 0–0 |
| Athletic             | –   | —   | 0–2 | –   | –   | 2–1 | 2–1 | –   | 4–1 | –   | –   | –   |
| Atlético Mineiro     | 1–1 | –   | —   | 0–2 | 4–0 | 3–0 | –   | –   | –   | 1–1 | –   | –   |
| Cruzeiro             | 0–2 | 1–1 | –   | —   | –   | –   | –   | 3–0 | –   | –   | 2–0 | –   |
| Democrata GV         | –   | –   | –   | 1–3 | —   | –   | 1–3 | –   | –   | 2–2 | –   | 2–1 |
| Ipatinga             | 1–6 | –   | –   | –   | 2–0 | —   | –   | –   | 1–0 | –   | 0–1 | –   |
| Itabirito            | 0–0 | –   | 0–2 | –   | –   | –   | —   | 2–2 | –   | –   | –   | 0–2 |
| Patrocinense         | –   | –   | 2–1 | –   | –   | 2–1 | –   | —   | 0–1 | –   | –   | 0–1 |
| Pouso Alegre         | –   | 1–4 | –   | 0–2 | 1–0 | –   | 2–0 | –   | —   | 1–2 | –   | –   |
| Tombense             | 0–1 | 1–0 | –   | –   | –   | –   | –   | 4–0 | –   | —   | 2–2 | –   |
| Uberlândia           | –   | 2–1 | –   | –   | 0–1 | –   | 1–2 | 1–1 | –   | –   | —   | –   |
| Villa Nova           | –   | –   | –   | 1–2 | –   | 3–3 | –   | –   | –   | 0–3 | –   | —   |

### Desempenho por Rodada
Clubes que lideraram ao final de cada rodada:
| Rodadas | Rodadas | Rodadas | Rodadas | Rodadas | Rodadas | Rodadas | Rodadas | Rodadas |
| ------- | ------- | ------- | ------- | ------- | ------- | ------- | ------- | ------- |
|         | 1       | 2       | 3       | 4       | 5       | 6       | 7       | 8       |
| Grupo A | ITA     | TOM     | CRU     | CRU     | CRU     | CRU     | CRU     | CRU     |
| Grupo B | UEC     | CAM     | VIL     | VIL     | CAM     | CAM     | CAM     | CAM     |
| Grupo C | AME     | AME     | AME     | AME     | AME     | AME     | AME     | AME     |

Clubes que ficaram na última posição ao final de cada rodada:
| Rodadas | Rodadas | Rodadas | Rodadas | Rodadas | Rodadas | Rodadas | Rodadas | Rodadas |
| ------- | ------- | ------- | ------- | ------- | ------- | ------- | ------- | ------- |
|         | 1       | 2       | 3       | 4       | 5       | 6       | 7       | 8       |
| Grupo A | IPA     | IPA     | IPA     | IPA     | IPA     | IPA     | IPA     | IPA     |
| Grupo B | POU     | POU     | POU     | UEC     | UEC     | UEC     | POU     | VIL     |
| Grupo C | DEM     | DEM     | DEM     | DEM     | DEM     | DEM     | DEM     | DEM     |

## Triangular do Rebaixamento
| Pos | Equipe       | Pts | J | V | E | D | GP | GC | SG  | Rebaixado                                       |  | DGV | IPA | PAT |
| --- | ------------ | --- | - | - | - | - | -- | -- | --- | ----------------------------------------------- |  | --- | --- | --- |
| 1   | Democrata GV | 9   | 4 | 3 | 0 | 1 | 13 | 5  | +8  |                                                 |  | —   | 4–1 | 3–0 |
| 2   | Ipatinga     | 9   | 4 | 3 | 0 | 1 | 11 | 7  | +4  | Rebaixado para o Módulo II de 2025              |  | 4–3 | —   | 3–0 |
| 3   | Patrocinense | 0   | 4 | 0 | 0 | 4 | 0  | 12 | −12 | Desistente e Rebaixado para o Módulo II de 2025 |  | 0–3 | 0–3 | —   |

1. ↑  Originalmente essa partida tinha terminado em 1–0, mas devido à desistência do Patrocinense, o resultado do jogo foi alterado para 3–0, na condição de W.O. [3]
2. ↑  O Patrocinense desistiu do Campeonato em 22 de março, seus jogos foram dados como W.O[4]
3. ↑  O Patrocinense perdeu por W.O por não pagar a taxa de arbitragem e quadro móvel por parte do time de Patrocínio.[5]

## Troféu Inconfidência
Em itálico, as equipes que jogarão por dois resultados iguais no resultado agregado ou uma vitória e uma derrota pela mesma diferença de gols, por terem melhor campanha na fase inicial. Em negrito as equipes que avançaram de fase.
|  | Semifinais   | Semifinais   | Semifinais | Semifinais |   |          | Final | Final | Final | Final |
|  |              |              |            |            |   |          |       |       |       |       |
|  | Uberlândia   | 2            | 0          | 2          |   |          |       |       |       |       |
|  | Athletic     | 2            | 0          | 2          |   |          |       |       |       |       |
|  | Athletic     | 2            | 0          | 2          |   | Athletic | 3     | 3     | 6     |       |
|  |              |              |            |            |   | Athletic | 3     | 3     | 6     |       |
|  |              | Pouso Alegre | 1          | 0          | 1 |          |       |       |       |       |
|  | Itabirito    | Pouso Alegre | 1          | 0          | 1 | 4        | 2     | 6     |       |       |
|  | Itabirito    |              |            |            |   | 4        | 2     | 6     |       |       |
|  | Pouso Alegre | 1            | 5          | 6          |   |          |       |       |       |       |

## Fase final
Em itálico, as equipes que jogarão por dois resultados iguais no resultado agregado ou uma vitória e uma derrota pela mesma diferença de gols, por terem melhor campanha na fase inicial. Em negrito as equipes que avançaram de fase.
|  | Semifinais       | Semifinais       | Semifinais | Semifinais |   |          | Final | Final | Final | Final |
|  |                  |                  |            |            |   |          |       |       |       |       |
|  | Cruzeiro         | 0                | 3          | 3          |   |          |       |       |       |       |
|  | Tombense         | 0                | 1          | 1          |   |          |       |       |       |       |
|  | Tombense         | 0                | 1          | 1          |   | Cruzeiro | 2     | 1     | 3     |       |
|  |                  |                  |            |            |   | Cruzeiro | 2     | 1     | 3     |       |
|  |                  | Atlético Mineiro | 2          | 3          | 5 |          |       |       |       |       |
|  | Atlético Mineiro | Atlético Mineiro | 2          | 3          | 5 | 2        | 1     | 3     |       |       |
|  | Atlético Mineiro |                  |            |            |   | 2        | 1     | 3     |       |       |
|  | América Mineiro  | 0                | 2          | 2          |   |          |       |       |       |       |

### Semifinais
Ida
| 9 de março | Atlético Mineiro        | 2 – 0 | América Mineiro | Arena MRV, Belo Horizonte           |
| 16:30      | Paulinho 44' · Hulk 70' |       |                 | Árbitro: RN Caio Max Augusto Vieira |

| 10 de março | Tombense | 0 – 0          | Cruzeiro | Estádio Ipatingão, Ipatinga                                              |
| 19:30       |          | Súmula Borderô |          | Público: 21 261 Renda: R$ 1.273.152,80 Árbitro: MG Paulo Cesar Zanovelli |

Volta
| 16 de março | Cruzeiro                                                     | 3 – 1  | Tombense     | Estádio Mineirão, Belo Horizonte     |
| 16:30       | Arthur Gomes 34' · Zé Vitor 69' (g.c.) · Matheus Pereira 91' | Súmula | Zé Vitor 79' | Árbitro: MG Felipe Fernandes de Lima |

| 17 de março | América Mineiro                | 2 – 1 | Atlético Mineiro | Estádio Independência, Belo Horizonte  |
| 19:00       | Brenner 05' · Vitor Jacaré 66' |       | Paulinho 47'     | Árbitro: MG André Luiz Policarpo Bento |

### Finais
Ida
| 30 de março | Atlético Mineiro    | 2 – 2 | Cruzeiro                            | Arena MRV, Belo Horizonte            |
| 16:30       | Fuchs 8' · Hulk 26' |       | Jemerson 49' (g.c.) · Dinenno 90+5' | Árbitro: MG Felipe Fernandes de Lima |

Volta
| 7 de abril | Cruzeiro  | 1 – 3 | Atlético Mineiro                            | Estádio Mineirão, Belo Horizonte      |
| 15:30      | Vital 52' |       | Saravia 65' · Hulk 77' (pen) · Scarpa 90+3' | Árbitro: SP Flávio Rodrigues de Souza |

## Premiação
| Campeonato Mineiro de 2024                  |
| ------------------------------------------- |
| Atlético Mineiro Pentacampeão (49.º título) |

| Troféu do Interior 2024       |
| Brasil                        |
| ----------------------------- |
| Tombense Campeão (4.º título) |

| Troféu Inconfidência 2024     |
| Brasil                        |
| ----------------------------- |
| Athletic Campeão (1.º título) |

## Estatísticas
Atualizado em 21 de março de 2024
| Gols[carece de fontes?] | Jogador           | Equipe           |
| ----------------------- | ----------------- | ---------------- |
| 7                       | Hulk              | Atlético Mineiro |
| 7                       | Jonathas          | Athletic         |
| 6                       | Gonzalo Mastriani | América Mineiro  |
| 6                       | Igor Bahia        | Tombense         |
| 5                       | Luis Felipe       | Ipatinga         |
| 4                       | Bruninho          | Democrata GV     |
| 4                       | Juan Dinenno      | Cruzeiro         |
| 4                       | Magno             | Pouso Alegre     |
| 4                       | Renato Marques    | América Mineiro  |
| 3                       | Branquinho        | Itabirito        |
| 3                       | Everton Kanela    | Patrocinense     |
| 3                       | Rafael Conceição  | Athletic         |
| 3                       | Robert Santos     | Athletic         |

| Total[carece de fontes?] | Jogador         | Equipe     |
| ------------------------ | --------------- | ---------- |
| 5                        | Matheus Pereira | Cruzeiro   |
| 3                        | Pedro Costa     | Tombense   |
| 3                        | Renatinho       | Villa Nova |
| 3                        | William Furtado | Cruzeiro   |

## Público
Maiores Públicos Pagantes
Estes são os dez maiores públicos pagantes do campeonato, sem considerar as partidas com portões fechados
| N.º | Público | Mandante         | Placar | Visitante        | Estádio   | Data            | Rodada    | Ref.   |
| --- | ------- | ---------------- | ------ | ---------------- | --------- | --------------- | --------- | ------ |
| 1   | 57 368  | Cruzeiro         | 1–3    | Atlético Mineiro | Mineirão  | 7 de abril      | Final     | [ 6 ]  |
| 2   | 38 078  | Atlético Mineiro | 2–2    | Cruzeiro         | Arena MRV | 30 de março     | Final     | [ 7 ]  |
| 3   | 38 014  | Atlético Mineiro | 0–2    | Cruzeiro         | Arena MRV | 3 de fevereiro  | 3ª        | [ 8 ]  |
| 4   | 36 096  | Cruzeiro         | 0–2    | América Mineiro  | Mineirão  | 15 de fevereiro | 5ª        | [ 9 ]  |
| 5   | 35 980  | Cruzeiro         | 3–1    | Tombense         | Mineirão  | 16 de março     | Semifinal | [ 10 ] |
| 6   | 31 339  | Atlético Mineiro | 3–0    | Ipatinga         | Arena MRV | 2 de março      | 8ª        | [ 11 ] |
| 7   | 29 712  | Cruzeiro         | 2–0    | Uberlândia       | Mineirão  | 2 de março      | 8ª        | [ 12 ] |
| 8   | 28 164  | Atlético Mineiro | 2–0    | América Mineiro  | Arena MRV | 9 de março      | Semifinal | [ 13 ] |
| 9   | 24 411  | Atlético Mineiro | 4–0    | Democrata GV     | Arena MRV | 28 de janeiro   | 2ª        | [ 14 ] |
| 10  | 20 553  | Atlético Mineiro | 1–1    | Tombense         | Arena MRV | 14 de fevereiro | 5ª        | [ 15 ] |

Menores Públicos Pagantes
Estes são os dez menores públicos pagantes do campeonato, sem considerar as partidas com portões fechados
| N.º | Público | Mandante     | Placar | Visitante    | Estádio           | Data            | Rodada              | Ref.   |
| --- | ------- | ------------ | ------ | ------------ | ----------------- | --------------- | ------------------- | ------ |
| 1   | 322     | Tombense     | 2–2    | Uberlândia   | Almeidão          | 24 de janeiro   | 1ª                  | [ 16 ] |
| 2   | 344     | Democrata GV | 2–1    | Villa Nova   | Mamudão           | 2 de março      | 8ª                  | [ 17 ] |
| 3   | 505     | Villa Nova   | 1–4    | Athletic     | Alçapão do Bonfim | 14 de fevereiro | 5ª                  | [ 18 ] |
| 4   | 597     | Pouso Alegre | 2–0    | Itabirito    | Manduzão          | 8 de fevereiro  | 4ª                  | [ 19 ] |
| 5   | 605     | Tombense     | 1–0    | Athletic     | Almeidão          | 3 de fevereiro  | 3ª                  | [ 20 ] |
| 6   | 630     | Villa Nova   | 0–3    | Tombense     | Alçapão do Bonfim | 24 de fevereiro | 7ª                  | [ 21 ] |
| 7   | 655     | Patrocinense | 0–1    | Pouso Alegre | Pedro Alves       | 2 de março      | 8ª                  | [ 22 ] |
| 8   | 659     | Patrocinense | 2–1    | Ipatinga     | Pedro Alves       | 14 de fevereiro | 5ª                  | [ 23 ] |
| 9   | 727     | Tombense     | 4–0    | Patrocinense | Almeidão          | 18 de fevereiro | 6ª                  | [ 24 ] |
| 10  | 748     | Itabirito    | 4–1    | Pouso Alegre | Alçapão do Bonfim | 10 de março     | Semifinal (Inconf.) |        |

Médias de público
Estas são as médias de público dos clubes no campeonato. Considera-se apenas os jogos da equipe como mandante e o público pagante:
| Pos.  | Time             | Média  | Total   | Mandos | Maior  | Menor  |
| ----- | ---------------- | ------ | ------- | ------ | ------ | ------ |
| 1     | Cruzeiro         | 30 992 | 185 951 | 6      | 57 368 | 10 788 |
| 2     | Atlético Mineiro | 30 093 | 180 559 | 6      | 38 078 | 20 553 |
| 3     | Tombense         | 4 695  | 23 475  | 5      | 20 261 | 322    |
| 4     | Itabirito        | 2 844  | 14 220  | 5      | 8 422  | 748    |
| 5     | Democrata GV     | 2 361  | 14 220  | 6      | 8 023  | 344    |
| 6     | Athletic         | 2 117  | 12 702  | 6      | 2 609  | 1 768  |
| 7     | Uberlândia       | 1 869  | 9 344   | 5      | 3 602  | 931    |
| 8     | América Mineiro  | 1 866  | 9 328   | 5      | 3 052  | 791    |
| 9     | Ipatinga         | 1 858  | 9 289   | 5      | 3 237  | 1 261  |
| 10    | Pouso Alegre     | 1 838  | 11 026  | 6      | 4 363  | 597    |
| 11    | Villa Nova       | 1 382  | 5 527   | 4      | 3 240  | 505    |
| 12    | Patrocinense     | 1 268  | 5 073   | 4      | 2 504  | 655    |
| Total | Total            | 7 629  | 480 657 | 63     | 57 368 | 322    |

## Classificação Geral
| Pos | Grp | Equipe           | Pts | J  | V | E | D | GP | GC | SG  | Classificação ou descenso                                            |
| --- | --- | ---------------- | --- | -- | - | - | - | -- | -- | --- | -------------------------------------------------------------------- |
| 1   | B   | Atlético Mineiro | 21  | 12 | 6 | 3 | 3 | 22 | 11 | +11 | Campeão e Copa do Brasil de 2025                                     |
| 2   | A   | Cruzeiro         | 24  | 12 | 7 | 3 | 2 | 21 | 11 | +10 | Vice-campeão e Copa do Brasil de 2025                                |
| 3   | C   | América Mineiro  | 21  | 10 | 6 | 3 | 1 | 20 | 5  | +15 | Eliminado na semifinal e Copa do Brasil de 2025                      |
| 4   | A   | Tombense         | 16  | 10 | 4 | 4 | 2 | 16 | 10 | +6  | Eliminado na semifinal, Copa do Brasil de 2025 e Campeão do Interior |
| 5   | C   | Athletic         | 21  | 12 | 6 | 3 | 3 | 21 | 13 | +8  | Campeão do Troféu Inconfidência e Copa do Brasil de 2025             |
| 6   | B   | Pouso Alegre     | 12  | 12 | 4 | 0 | 8 | 13 | 27 | −14 | Vice-campeão do Troféu Inconfidência e Série D de 2025               |
| 7   | A   | Itabirito        | 11  | 10 | 3 | 2 | 5 | 14 | 18 | −4  | Eliminados na semifinal do Troféu Inconfidência e Série D de 2025    |
| 8   | B   | Uberlândia       | 10  | 10 | 2 | 4 | 4 | 11 | 13 | −2  | Eliminados na semifinal do Troféu Inconfidência e Série D de 2025    |
| 9   | B   | Villa Nova       | 8   | 8  | 2 | 2 | 4 | 9  | 14 | −5  |                                                                      |
| 10  | C   | Democrata GV     | 16  | 12 | 5 | 1 | 6 | 20 | 21 | −1  | Triangular do Rebaixamento                                           |
| 11  | A   | Ipatinga         | 16  | 12 | 5 | 1 | 6 | 20 | 24 | −4  | Rebaixado para o Módulo II de 2025                                   |
| 12  | C   | Patrocinense     | 8   | 12 | 2 | 2 | 8 | 7  | 26 | −19 | Desistente e Rebaixado para o Módulo II de 2025                      |

1. ↑  O Patrocinense desistiu do Campeonato em 22 de março, seus jogos foram dados como W.O[25]